# 时功玖
时功玖（1879年—1940年），字季友。湖北枝江人。中国民主革命家、中华民国政治人物。

## 生平
1903年5月，时功玖和吴禄贞、吕大森、李书城及胞兄时功璧等革命派人士在武昌秘密组织花园山聚会。后来时功玖自费留学日本东京宏文学院，在校期间参加革命活动。他曾经担任刘成禺、李书城、程明超等出版的刊物《湖北学生界》的记者。

1903年6月底《苏报》案发生后，不久清政府就释放了章炳麟。时功玖、龚炼百等人被同盟会本部派到上海迎接章炳麟出狱并到日本接任《民报》的主编。

1905年7月19日孙中山到横滨后，时功玖等留学生自东京到横滨和孙中山见面，并和刘成禺、李书城、冯自由等八人在竹枝园宴请孙中山。时功玖还和刘成禺、李书城等加入了兴中会。

1905年7月30日，时功玖经冯自由通知，参加了中国同盟会筹备会。8月20日，时功玖作为湖北代表参加了中国同盟会成立会，并担任中国同盟会湖北分会会长（湖北省区主盟人）。

辛亥革命爆发后，时功玖成为南京临时参议院议员。

1912年1月16日，时功玖和刘成禺、孙武等人在上海创办民社及其机关报《民声日报》，该社总部设在上海，主要在武汉活动，支持黎元洪。

1912年2月21日，参议院表决“政府以全国赋税向俄国华俄道胜银行抵借巨款”案，湖北议员时功玖、刘成禺、张伯烈反对此案，遭到议长呵斥，三人愤而辞职。

1912年4月，时功玖当选北京临时参议院议员。

1912年5月9日，民社、国民党等五政党合并为共和党，时功玖任党部干事。

1912年8月张振武被枪杀后，时功玖、刘成禺、张伯烈等议员联名弹劾副总统黎元洪，并辞去议员职务。

1913年，时功玖当选民元国会众议院议员。此后时功玖还曾任清理汉冶萍湖北债捐处主任、私立武昌荆南中学董事长等职务。后来时功玖迁居武昌土司营。

1940年，时功玖逝世。

## 家庭
- 父：时象晋
- 长兄：时功璧
- 二兄：时功璠